# 뷰티풀 레인
《뷰티풀 레인》(일본어: ビューティフルレイン)은 2012년 7월 1일부터 9월 16일까지 후지 TV 계열의 드라마틱 선데이 시간대에 방송된 일본의 텔레비전 드라마이다.

## 개요
도요카와 에쓰시와 아시다 마나 주연으로, 아내와 사별한 뒤 딸과 함께 단 둘이 살아가는 남자가 어느 날 청년성 알츠하이머 병에 걸려, 위기를 겪게된후 알츠하이머 병을 극복하는 가족애를 보여주는 이야기이다. 도요카와 에쓰시는 1999년 《위험한 관계》 이래 13년만에 후지 TV의 드라마 주연을 맡았으며, 아시다 마나는 《마루모의 규칙》 이래의 두 번째의 주연이다.
캐치프레이즈는 〈캐치 카피는 "모든 것을 잊어 버릴, 그 전에."〉

## 등장 인물

### 기노시타 네
- 기노시타 게이스케 (45) - 도요카와 에쓰시
- 기노시타 미우 (7) - 아시다 마나
- 기노시타 다에코 (고인) - 이시하시 게이

### 나카무라 산업
- 니시와키 아카네 (35) - 나카타니 미키
- 나카무라 도미오 (65) - 가니에 게이조
- 나카무라 지에코 (61) - 오카 미쓰코
- 가쓰타 아키오 (22) - 미우라 쇼헤이
- 무네타 기요시 (56) - 덴덴

### 하루코
- 아라이 하루코 (40) - 고쿠쇼 사유리
- 아라이 고타로 (7) - 다카기 세리이

### 그 외
- 고가 유타카 (37) - 야스다 켄
- 다치바나 켄타 (26) - 키미지마 아사야
- 마쓰야마 나코 (13) - 요시다 리코
- 야스다 켄
- 하타노 히로코
- 야마나카 소우
- 하마다 아키라
- 이와모토 마스요

## 제작진
- 프로듀서 - 카시카와 사토코, 야마자키 준코
- 보조 프로듀서 - 카와구치 마이, 카미쿠보 유키미
- 연출 - 미즈타 나리히데, 코바야시 요시노리, 야소시마 미야코
- 각본 - 하바라 다이스케
- 음악 - 히라사와 아츠시
- 촬영 - 시라이 테츠오, 카와무라 유키코
- 조명 - 이소베 야마토
- 기획 총괄 - 나리카와 히로아키
- 제작 - 후지 TV
- 제작 저작권 - 교도 TV

## 주제가
- 아시다 마나 〈아메니 네가이오〉 (雨に願いを 비에게 소원을[*])

## 방송일 및 부제, 시청률
| 각화                                                              | 방송일          | 부제                                                    | 연출              | 시청률 |
| ----------------------------------------------------------------- | --------------- | ------------------------------------------------------- | ----------------- | ------ |
| 제1화                                                             | 2012년 7월 1일  | 요즘 아빠가 깜빡하는 일이 많다                          | 미즈타 나루히데   | 12.9%  |
| 제2화                                                             | 2012년 7월 8일  | 기억을 잃어버리면 가장 소중한 사람에게 상처를 주게 된다 | 미즈타 나루히데   | 9.5%   |
| 제3화                                                             | 2012년 7월 15일 | 아빠, 알츠하이머가 뭐야?                                | 코바야시 요시노리 | 8.6%   |
| 제4화                                                             | 2012년 7월 22일 | 엄마가 남겼던 선물 … 부녀의 안타까울 약속               | 코바야시 요시노리 | 13.0%  |
| 제5화                                                             | 2012년 7월 29일 | 잊고 싶지 않다 … 아빠와 딸의 여름의 추억                | 미즈타 나루히데   | 9.5%   |
| 제6화                                                             | 2012년 8월 5일  | 어버이와 자식이기 때문에 더욱…, 말하지 않는 비밀        | 고뱌야시 요시노리 | 10.9%  |
| 제7화                                                             | 2012년 8월 12일 | 두 사람에게 살 수 없는 괴로운 아빠의 결단 …             | 야소시마 미야코   | 8.0%   |
| 제8화                                                             | 2012년 8월 19일 | 아빠인데. 멀어지다. 아빠이니까 멀어진다.                | 미즈타 나루히데   | 8.7%   |
| 제9화                                                             | 2012년 8월 26일 | 딸의 미래를 위해서… 지금, 전해야 하는 진실              | 코바야시 요시노리 | 9.3%   |
| 제10화                                                            | 2012년 9월 2일  | 아빠, 미우의 일 잊었어?                                 | 미즈타 나루히데   | 10.5%  |
| 제11화                                                            | 2012년 9월 9일  | 남아있던 시간, 딸을 위해서 지금 할 수 있는 일           | 코바야시 요시노리 | 9.6%   |
| 제12화                                                            | 2012년 9월 16일 | 내가 전부 기억할 수 있어                                | 미즈타 나루히데   | 9.6%   |
| 평균 시청률 10.1% (시청률은 간토 지방 기준, 비디오 리서치사 조사) |                 |                                                         |                   |        |